# Essent Cup 2006-07
De 2006-07 Essent Cup om het marathonschaatsen werd gehouden in Nederland, tussen 7 oktober 2006 en 3 maart 2007.

## Mannen

### Podia
| Datum       | Plaats     | Winnaar              | Tweede               | Derde            |
| ----------- | ---------- | -------------------- | -------------------- | ---------------- |
| 1 oktober   | Utrecht    | Peter Baars          | Alain Gloor          | Lars Hoogenboom  |
| 14 oktober  | Alkmaar    | Arjan Smit           | Cédric Michaud       | Douwe de Vries   |
| 21 oktober  | Eindhoven  | Ingmar Berga         | Henk Angenent        | Bob de Vries     |
| 28 oktober  | Amsterdam  | Jan Maarten Heideman | Arjan Stroetinga     | Cédric Michaud   |
| 4 november  | Eindhoven  | Jan Maarten Heideman | Cédric Michaud       | Ingmar Berga     |
| 11 november | Amsterdam  | Jan Maarten Heideman | Cédric Michaud       | Douwe de Vries   |
| 18 november | Assen      | Jan Maarten Heideman | Cédric Michaud       | Arjan Stroetinga |
| 25 november | Den Haag   | Arjan Smit           | Andrès Landman       | Yoeri Lissenberg |
| 2 december  | Assen      | Jan Maarten Heideman | Douwe de Vries       | Ingmar Berga     |
| 9 december  | Heerenveen | Henk Angenent        | Bertjan van der Veen | Joost Juffermans |
| 23 december | Amsterdam  | Geert Plender        | Henk Angenent        | Tristan Loy      |
| 30 december | Assen      | Arjan Stroetinga     | Douwe de Vries       | Bob de Vries     |
| 10 februari | Amsterdam  | Miel Rozendaal       | Henk Angenent        | Tristan Loy      |
| 17 februari | Alkmaar    | Miel Rozendaal       | Sjoerd Huisman       | Bob de Vries     |
| 24 februari | Eindhoven  | Tristan Loy          | Martijn van Es       | Casper Helling   |
| 3 maart     | Assen      | Jan Maarten Heideman | Cédric Michaud       | Yoeri Lissenberg |

### Eindstand
| Pos. | Schaatser            | Land      | Punten |
| ---- | -------------------- | --------- | ------ |
| 1.   | Jan Maarten Heideman | Nederland | 86     |
| 2.   | Cédric Michaud       | Frankrijk | 62     |
| 3.   | Douwe de Vries       | Nederland | 45     |
| 4.   | Ingmar Berga         | Nederland | 45     |
| 5.   | Henk Angenent        | Nederland | 43     |
| 6.   | Arjan Smit           | Nederland | 32     |
| 7.   | Bob de Vries         | Nederland | 31     |
| 8.   | Arjan Stroetinga     | Nederland | 30     |
| 9.   | Tristan Loy          | Frankrijk | 24     |
| 10.  | René Ruitenberg      | Nederland | 23     |

## Vrouwen

### Podia
| Datum       | Plaats     | Winnaar                 | Tweede             | Derde              |
| ----------- | ---------- | ----------------------- | ------------------ | ------------------ |
| 1 oktober   | Utrecht    | Foske Tamar van der Wal | Daniëlle Bekkering | Maria Sterk        |
| 14 oktober  | Alkmaar    | Elma de Vries           | Maria Sterk        | Helen van Goozen   |
| 21 oktober  | Eindhoven  | Daniëlle Bekkering      | Mariska Huisman    | Helen van Goozen   |
| 28 oktober  | Amsterdam  | Elma de Vries           | Mariska Huisman    | Helen van Goozen   |
| 4 november  | Eindhoven  | Daniëlle Bekkering      | Helen van Goozen   | Maria Sterk        |
| 11 november | Amsterdam  | Daniëlle Bekkering      | Gretha Smit        | Mireille Reitsma   |
| 18 november | Assen      | Daniëlle Bekkering      | Elma de Vries      | Helen van Goozen   |
| 25 november | Den Haag   | Elma de Vries           | Helen van Goozen   | Daniëlle Bekkering |
| 2 december  | Assen      | Elma de Vries           | Jolanda Langeland  | Mischa Top         |
| 9 december  | Heerenveen | Daniëlle Bekkering      | Elma de Vries      | Friederike Sagurna |
| 23 december | Amsterdam  | Foske Tamar van der Wal | Elma de Vries      | Helen van Goozen   |
| 30 december | Assen      | Elma de Vries           | Mireille Reitsma   | Daniëlle Bekkering |
| 10 februari | Amsterdam  | Mireille Reitsma        | Daniëlle Bekkering | Elma de Vries      |
| 17 februari | Alkmaar    | Elma de Vries           | Daniëlle Bekkering | Helen van Goozen   |
| 24 februari | Eindhoven  | Kitty Meeth             | Carla Zielman      | Karin Maarse       |
| 3 March     | Assen      | Daniëlle Bekkering      | Maria Sterk        | Andrea Sikkema     |

### Eindstand
| Pos. | Schaatsster        | Land      | Punten |
| ---- | ------------------ | --------- | ------ |
| 1.   | Daniëlle Bekkering | Nederland | 345,6  |
| 2.   | Elma de Vries      | Nederland | 291,6  |
| 3.   | Maria Sterk        | Nederland | 277    |
| 4.   | Helen van Goozen   | Nederland | 273    |
| 5.   | Andrea Sikkema     | Nederland | 200    |
| 5.   | Mariska Huisman    | Nederland | 197    |
| 7.   | Jolanda Langeland  | Nederland | 160    |
| 7.   | Mischa Top         | Nederland | 147    |
| 9.   | Friederike Sagurna | Duitsland | 134    |
| 10.  | Mireille Reitsma   | Nederland | 126,1  |